# Луженки
Луженки — хутор в Семилукском районе Воронежской области. 
Входит в Нижневедугское сельское поселение.

## География

### Улицы
- ул. Дорожная
- ул. Молодежная
- ул. Пушкинская
- ул. Розы Люксембург
- ул. Садовая
- пер. Новый

## Население
| 2010 |
| ---- |
| 9    |